# 土を喰う日々―わが精進十二ヵ月―
『土を喰ふ日々 わが精進十二ヶ月』、『土を喰う日々－わが精進十二ヵ月－』（つちをくらうひび わがしょうじんじゅうにかげつ）は、小説家である水上勉によるエッセイ。
婦人雑誌『ミセス』（文化出版局）にて、1978年1月号から12月号まで連載され、同年12月7日に刊行された。1982年8月27日に新潮社で文庫再刊された。　
著者が少年時代に京都の禅寺で精進料理の作り方を教わった記憶をもとに、著者自らが包丁を握って軽井沢の山荘で1年間にわたって食事を作り続けた料理について綴ったクッキングブックであると同時に、香ばしい土の匂いを忘れてしまった日本人の食生活を悲しむ味覚エッセイでもある。
2022年11月11日に映画版公開。映画化に際し、監督の中江裕司の脚本を小説化した『土を喰らう十二ヵ月』が朝日文庫で出版された。また、料理監修の土井善晴と中江裕司の対談本であり、レシピを収録した書籍である『土を喰らう十二ヵ月の台所』が、二見書房から出版された。

## 書誌情報
原作本
- 水上勉『土を喰ふ日々 わが精進十二ヶ月』文化出版局、1978年12月7日、ISBN 978-4-579-30015-0
- 水上勉『土を喰う日々－わが精進十二ヵ月－』新潮社（新潮文庫）、1982年8月27日、改版2011年11月、ISBN 978-4-10-114115-2

映画化出版
- 中江裕司『土を喰らう十二ヵ月』朝日文庫、2022年9月20日、ISBN 9784022650610
- 中江裕司／土井善晴『土を喰らう十二ヵ月の台所』二見書房、2022年11月、ISBN 9784576221519

## 映画
水上勉のエッセイを原案とし、『土を喰らう十二ヵ月』（つちをくらうじゅうにかげつ）のタイトルで映画化され、2022年11月11日に公開された。監督は中江裕司、主演は沢田研二。なお、料理研究家の土井善晴が劇中の料理を担当している。サン・セバスティアン国際映画祭キュリナリー・シネマ部門出品作品。
2023年3月23日に死去した奈良岡朋子の生前最後の出演作品である。

### あらすじ
初老の作家ツトムはひとりで愛犬の“さんしょ”と信州の山荘で暮らしている。9歳の頃に禅寺へ奉公に出され精進料理を学んだ経験から、自ら野菜を育て山菜を採り料理をする。その日々の生活を原稿に記していく。時折、ツトムの担当編集者で若い恋人の真知子がツトムのもとを訪れ、ツトムの振る舞う料理を美味しそうに食べる。ツトムは13年前に亡くなった妻の八重子の遺骨を納骨できずにいる。
八重子の母のチエのもとを訪ねたツトムは、八重子の墓をまだ作っていないことを咎められた。のちにチエは亡くなった。チエの葬儀はツトムの山荘で営まれた。真知子も東京から駆けつけ葬儀の準備に追われた。
葬儀が終わり、ツトムは真知子に山荘に住むことを提案する。真知子は考えさせてと応じたが、この後、ツトムは心筋梗塞を患い倒れる。案じて同居を申し出る真知子。だが、死について深く考察するようになったツトムはそれを断った。
夜、死を覚悟して眠りについても、朝は変わらず訪れる。チエと八重子の遺骨を湖に撒くツトム。後日、真知子が別の若い小説家との婚約を報告に来た。祝福して帰したツトム。雪が積もった山荘で丁寧にこしらえた膳を前に、「いただきます」と手を合わせるのだった。

### キャスト
- ツトム：沢田研二[1]
- 真知子：松たか子[10]
- 美香：西田尚美[10]
- 隆：尾美としのり[10]
- 写真屋：瀧川鯉八[10]
- 文子：檀ふみ[10]
- 大工：火野正平[10]
- チエ：奈良岡朋子[10]

### スタッフ
- 監督・脚本：中江裕司
- 原案：水上勉
  - 『土を喰う日々－わが精進十二ヵ月－』（新潮文庫刊）
  - 『土を喰ふ日々 わが精進十二ヶ月』（文化出版局刊）
- 料理：土井善晴
- 音楽：大友良英[11]
- 主題歌：沢田研二「いつか君は」（ANIMA Publishing,inc.）[12]
- 製作：鳥羽乾二郎、藤本鈴子、安部順一、小松佳浩、奥村景二、松下寿昭、堀内誠人、宇田川寧
- エグゼクティブプロデューサー：福家康孝
- プロデューサー：吉田憲一、押田興将、新井真理子
- 助監督：髙野佳子
- 撮影：松根広隆
- 照明：金子康博、角田禎造
- 録音：渡辺丈彦
- 整音：吉田憲義
- 美術：小坂健太郎
- 編集：宮島竜治
- 音響効果：柴崎憲治
- 装飾：大谷直樹
- 衣装デザイン：小川久美子
- ヘアメイク：有路涼子
- 制作担当：柳橋啓子
- 音楽プロデューサー：佐々木次彦
- スチール：瀧川寛
- メイキング：船元愛美
- ポスター題字：山内武志
- 撮影協力：白馬村
- 制作：オフィス・シロウズ[7]
- 製作：『土を喰らう十二ヵ月』製作委員会[7]（日活、バップ、読売新聞社、信濃毎日新聞社、日販、スターキャット、二見書房、スモーク）
- 製作幹事・配給：日活[7]
- 助成：文化庁文化芸術振興費補助金（映画創造活動支援事業）独立行政法人日本芸術文化振興会

### 受賞
- 第77回毎日映画コンクール 男優主演賞 沢田研二（『土を喰らう十二ヵ月』）[13]
- 第96回キネマ旬報ベスト・テン
  - 日本映画ベスト・テン 第6位（『ハケンアニメ!』『PLAN 75』と同率）[14]
  - 読者選出日本映画ベスト・テン 第9位
  - 主演男優賞 沢田研二（『土を喰らう十二ヵ月』）[15]
- 第15回東京新聞映画賞[16]
- 2022年度 全国映連賞 男優賞 沢田研二（『土を喰らう十二ヵ月』）[17]